# Doris Day
Doris Day, pseudonimo di Doris  Mary Anne Kappelhoff (Cincinnati, 3 aprile 1922 – Carmel-by-the-Sea, 13 maggio 2019), è stata un'attrice e cantante statunitense.
Raggiunse il successo radiofonico e discografico negli anni quaranta come cantante di Big Band, successivamente come attrice cinematografica e poi dai tardi anni sessanta come personaggio televisivo, sempre con un largo seguito di pubblico, anche a livello internazionale. Nota come la tipica "fidanzata d'America", con la sua potente e duratura immagine di bionda vivace, intraprendente, esuberante e orgogliosa, e con la sua abilità nella recitazione, nel canto e nella danza, è stata tra le attrici statunitensi di maggiore successo degli anni cinquanta e sessanta, a suo agio sia nel genere drammatico sia in quello, largamente più sfruttato dai produttori, della commedia.
Con all'attivo 39 film tra il 1948 e il 1968, oltre 75 ore di programmi televisivi e la registrazione di più di 650 canzoni, la carriera di Doris Day è stata coronata da numerosi premi, tra cui un Golden Globe, un Grammy Award e una candidatura al premio Oscar. Da sempre convinta di essere nata nell'anno 1924, soltanto in occasione del suo compleanno nel 2017 scoprì di essere in realtà nata nell'anno 1922, forse a causa di manipolate registrazioni della madre in occasione dei primi contatti di Doris con il mondo dello spettacolo.

## Biografia

### Gli inizi
Doris Day nacque a Evanston, sobborgo di Cincinnati (Ohio), terzogenita di Alma Sophia Welz, casalinga, e di William (Wilhelm) Kappelhoff, insegnante di musica e maestro del coro. I genitori erano entrambi discendenti di immigrati tedeschi. La coppia, che aveva già avuto due figli (Richard, morto prematuramente, e Paul, deceduto nel 1958), battezzò la bambina con il nome Doris, pare in ricordo di Doris Kenyon, un'attrice del cinema muto di cui Alma era una grande ammiratrice. I genitori divorziarono per l'infedeltà del padre: la Day affermò che alcuni rapporti adulterini ebbero luogo nella stessa casa di famiglia.
All'età di 12 anni, dopo la separazione dei genitori, iniziò a prendere lezioni di danza e a esibirsi in manifestazioni amatoriali in coppia con un giovanissimo ballerino di tip-tap, Jerry Doherty. Dopo un breve e sfortunato trasferimento in California, il 13 ottobre 1937 rimase ferita alla gamba destra in un grave incidente stradale, che pose termine alla prospettiva di una carriera da ballerina professionista, favorendo invece quella di cantante e successivamente di attrice.

### Il successo musicale

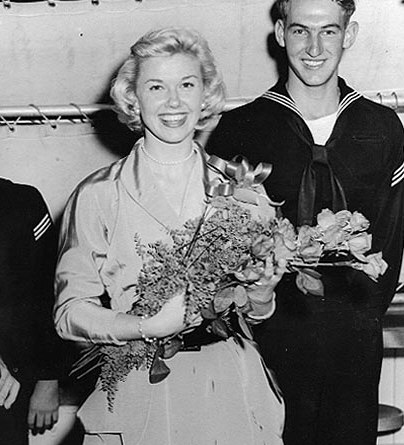
Doris Day a bordo della U.S.S. Juneau (1952)

Durante la convalescenza iniziò a prendere lezioni di canto e a esibirsi nelle radio locali. Nel periodo tra il 1939 e il 1940 fu ingaggiata nell'orchestra di Barney Rapp, che prese spunto dalla canzone Day by Day, da lei spesso cantata, per suggerirle il definitivo nome d'arte di Doris Day, in sostituzione del cognome Kappelhoff, da lui ritenuto troppo lungo e non adatto dal punto di vista pubblicitario.
Dopo aver lavorato con Rapp, collaborò con altre orchestre, tra le quali quelle di Jimmy James, di Bob Crosby e di Les Brown. Durante il suo periodo nell'orchestra di Brown la cantante interpretò il suo primo hit, Sentimental Journey che, uscito nei primi mesi del 1945, raggiunse la prima posizione negli Stati Uniti nella Billboard Hot 100 per 9 settimane e vinse il Grammy Hall of Fame 1998. Il brano diventò presto simbolico per le truppe americane, un inno alla smobilitazione e al desiderio di fare ritorno a casa dopo la seconda guerra mondiale. La canzone, insieme ad altre, è ancora associata a Doris Day, che la registrò più volte in diverse occasioni e la incluse in un suo special televisivo del 1971.
Tra il 1945 e il 1946, come vocalista della Les Brown Band, ebbe 5 Top Ten Hits sulla Billboard Hall of Fame: My Dreams Are Getting Better All the Time (nel 1945 raggiunse la prima posizione nella Billboard Hot 100 per 7 settimane e accrebbe la sua popolarità come cantante anche radiofonica), Till the End of Time, Come to Baby Do, I Got the Sun in the Morning e Journey, e fu in tournée con l'orchestra di Les Brown per tutti gli Stati Uniti.

### Carriera cinematografica

#### Gli anni alla Warner Bros. (1948-1954)
Nel 1947, mentre stava per lasciare Los Angeles per tornare nella casa materna a Cincinnati dopo la separazione dal secondo marito, il suo agente Al Levy la convinse a partecipare a un party nella casa del compositore Jule Styne. Il delicato momento personale e l'iniziale riluttanza a esibirsi in pubblico contribuirono però a un'emozionante performance di Embraceable You, che impressionò favorevolmente tanto Styne quanto il suo socio Sammy Cahn, che la presentarono al regista cinematografico Michael Curtiz.

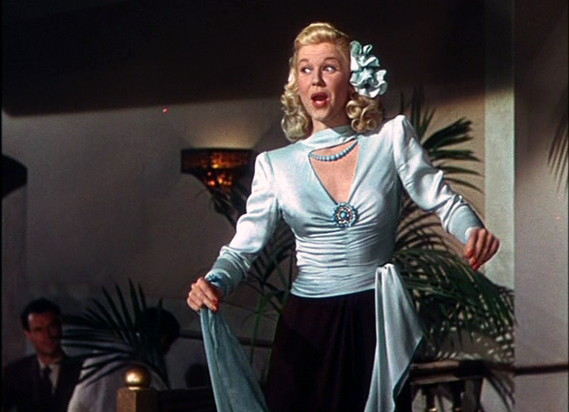
Doris Day in Amore sotto coperta (1948), il suo primo film

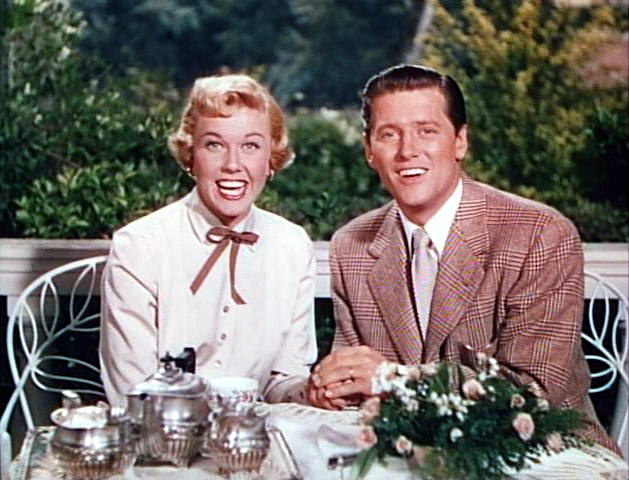
Doris Day e Gordon MacRae nel trailer di Tè per due (1950)

Doris Day firmò un contratto in esclusiva di sette anni con la Warner Bros. e Michael Curtiz le affidò subito un ruolo nella commedia musicale brillante Amore sotto coperta (1948), accanto a Jack Carson e Janis Paige, dando il via alla sua carriera cinematografica. Pur al suo primo film e in un ruolo marginale, la Day colpì favorevolmente il pubblico per freschezza e spontaneità, e per l'espressività con cui interpretò le canzoni del film.
Contemporaneamente al lancio del film, sfondò anche nel mercato discografico con It's Magic (che faceva parte della colonna sonora di Amore sotto coperta) e alla radio come partner di Bob Hope in un programma della NBC. Ad appena ventiquattro anni aveva raggiunto il successo simultaneo in ben tre rami dello spettacolo. Nel 1948 il suo successo musicale proseguì con Buddy Clark e i singoli Love Somebody e Confess, nel 1949 con Again e Bewitched, Bothered and Bewildered con The Mellomen e l'orchestra condotta da John Rarig arrivò in nona posizione, nel 1951 con (Why Did I Tell You I Was Going To) Shanghai e nel 1952 con Sugar Bush in coppia con Frankie Laine.
Nel 1950 apparve nei suoi primi film importanti: accanto a Lauren Bacall e Kirk Douglas fu nel cast di Chimere, ancora per la regia di Michael Curtiz, liberamente ispirato alla vita del musicista jazz Bix Beiderbecke; in seguito interpretò Tè per due (1951) di David Butler, accanto a Gordon MacRae, e ispirato alla commedia musicale No, No, Nanette. Per alcuni anni si confermò reginetta delle commedie musicali della Warner Bros., come in La ninna nanna di Broadway (1951) e Aprile a Parigi (1952), entrambi ancora diretti da Butler, e Vecchia America (1951) di Roy Del Ruth, ove presentò un personaggio femminile piuttosto inusuale per l'epoca e destinato a svilupparsi in seguito. Già in questi primi anni raggiunse grande popolarità e dal 1951 comparve tra le prime 10 attrici più pagate negli USA, restando in cima a questa classifica per circa un quindicennio.
Il suo migliore film del periodo alla Warner Bros., tanto per la critica quanto per il pubblico, fu Non sparare, baciami! (1953) diretto ancora da David Butler e a fianco del cantante Howard Keel, in cui interpretò Calamity Jane, personaggio emblematico e in qualche modo riassuntivo di tutto il suo primo periodo cinematografico. Il brano Secret Love, da lei cantato nel film, raggiunse la prima posizione in classifica nel 1954 negli Stati Uniti per tre settimane e nella Official Singles Chart per nove settimane; vinse inoltre l'Oscar alla migliore canzone e venne premiato con il Grammy Hall of Fame Award 1999. Sempre nel 1954 ebbe successo anche il singolo If I Give My Heart to You.

#### Le migliori interpretazioni (1955-1957)

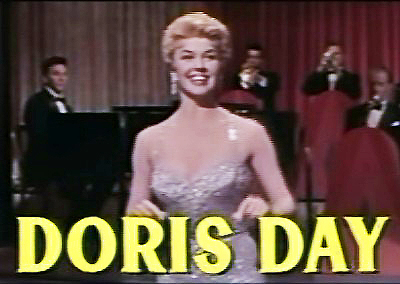
Doris Day nel trailer del film Amami o lasciami (1955)

Dopo la conclusione del contratto con la Warner Bros., negli anni 1955-1957 Doris Day apparve in tre film che probabilmente rappresentano le migliori interpretazioni della sua carriera cinematografica. In Amami o lasciami (1955) di Charles Vidor, subentrando ad Ava Gardner, interpretò la cantante e sciantosa degli anni venti Ruth Etting, accanto a James Cagney, nel ruolo del gangster Marty Snyder. I fan reagirono positivamente all'interpretazione più sofisticata e disinvolta dell'attrice, in netto contrasto con la freschezza, la vulnerabilità, ma anche l'ingenuità, dei suoi primi film. Ebbero successo, in particolare, i singoli Ten Cents a Dance e I'll Never Stop Loving You, tratti entrambi dalla colonna sonora del film. L'album Love Me or Leave Me raggiunse inoltre la prima posizione nella Billboard 200 per 25 settimane.
Nel 1956 Alfred Hitchcock le offrì l'occasione forse più allettante della sua carriera, e lei rispose con un'interpretazione di grande intensità, tanto da sorprendere favorevolmente anche la critica. In L'uomo che sapeva troppo (1956) ebbe il ruolo di Jo McKenna, cantante americana in vacanza in Marocco con il marito medico (interpretato da James Stewart) e il figlioletto. La famigliola si trova presto al centro di un intrigo internazionale che ha come obiettivo un assassinio politico a Londra e che comporta il rapimento del bambino. Nella lunga e straordinaria sequenza durante il concerto londinese alla Royal Albert Hall, diretto dal musicista Bernard Herrmann, la Day offrì probabilmente il migliore saggio di recitazione della sua carriera, coinvolgendo il pubblico nell'angoscia del personaggio, diviso tra il dilemma di rivelare l'imminente assassinio e il rischio di compromettere l'incolumità del figlio rapito. Nel film la diva cantò il celebre tema musicale Whatever will be (que sera sera) che venne riproposto parzialmente e in contesti non drammatici in due suoi film successivi, oltre che nella sigla di apertura della serie televisiva The Doris Day Show (1968-1973): fu uno dei suoi maggiori successi canori e con il quale è tuttora immediatamente riconosciuta dal pubblico. Nello stesso anno le venne proposto un nuovo ruolo drammatico in Salva la tua vita! di Andrew L. Stone, accanto a Louis Jourdan, e nel 1960 in Merletto di mezzanotte di David Miller, con Rex Harrison, John Gavin e Myrna Loy, ma in entrambi i casi con risultati piuttosto deludenti, tanto che l'attrice da allora non abbandonò più il genere leggero.
Nel 1957 fu la volta del musical Il giuoco del pigiama di George Abbott e Stanley Donen, adattamento cinematografico di uno dei più grandi successi di Broadway. Ambientato in una fabbrica di pigiami di una cittadina del Middle West, fa da sfondo ai conflitti sentimentali e professionali tra il nuovo direttore (John Raitt) e l'impetuosa animatrice della commissione interna Babe Williams, personaggio interpretato dalla Day. Il film non fu un trionfo sotto l'aspetto commerciale, nonostante la sua buona qualità e la bravura dell'attrice, dei comprimari e anche del giovane coreografo Bob Fosse, destinato a diventare famoso. Il 1957 fu infatti un anno di transizione per il musical, genere cinematografico che stava avviandosi a un lento ma inesorabile declino.

#### Commedie e stereotipi
Nel 1958, subito dopo l'insuccesso di Il tunnel dell'amore di Gene Kelly e per merito anche di una felice intuizione del marito produttore, iniziò il terzo periodo d'oro della carriera di Doris Day: una serie di commedie di grande successo commerciale, sia pure di diseguale valore sul piano artistico, permisero all'attrice di rimanere a lungo ai vertici della popolarità. Con Il letto racconta... (1959) di Michael Gordon la diva inaugurò un sodalizio artistico con Rock Hudson e un filone, in parte anticipato da 10 in amore (1958) di George Seaton, con Clark Gable, che proseguì con poche varianti anche nelle pellicole degli anni successivi: film in genere caratterizzati da sceneggiature incentrate sulla ben collaudata "battaglia tra i sessi", in cui la Day interpretava donne orgogliose, peraltro non più giovanissime e impegnate a contrastare la virilità dei partner, i loro aggressivi corteggiamenti e in un certo modo a proteggere la propria "onorabilità", quanto meno prima del matrimonio. La formula ebbe grande successo e l'attrice tornò al fianco di Rock Hudson anche in Amore, ritorna! (1961) di Delbert Mann e in Non mandarmi fiori (1964) di Norman Jewison. In tutti e tre i film Tony Randall apparve come comprimario nel ruolo di terzo "incomodo".
Anche Il visone sulla pelle (1962) di Delbert Mann fu una delle pellicole che maggiormente rinvigorirono il mito della vergine quarantenne, con il quale, per ragioni strettamente commerciali, l'attrice continuava a essere identificata da parte del pubblico. Nel film è impegnata a difendere la propria innocenza dall'assidua corte di un maturo uomo d'affari, interpretato da Cary Grant, per concedersi a lui solo dopo il matrimonio, degno finale del film. La coppia dei protagonisti fu stavolta affiancata da Gig Young, "coscienza" critica che disapprova il comportamento del milionario e difende ad oltranza l'innocenza della donna.
L'attrice riuscì temporaneamente ad allontanarsi dallo stereotipo della "ragazza della porta accanto" in alcune felici occasioni: Attenti alle vedove (1959) di Richard Quine, in cui fece coppia con Jack Lemmon, e La ragazza più bella del mondo (1962) di Charles Walters, ambientato nel mondo circense, nel quale lavorò insieme a Stephen Boyd e ad alcuni noti veterani dello spettacolo statunitense come Jimmy Durante e Martha Raye, e che rinverdì brevemente i gloriosi fasti del film musicale, con ottime esibizioni canore dell'attrice. Un grande successo in quel periodo ottenne anche l'elegante commedia Non mangiate le margherite (1960) di Charles Walters, ove l'attrice, affiancata da David Niven, iniziò ad aggiornare alcuni aspetti peculiari della propria immagine; tra l'altro in questo film, e in ruoli perfettamente "rovesciati" , ritrovò Janis Paige, con la quale aveva esordito sul grande schermo nel 1948.
Nel 1963 fu la protagonista femminile accanto a James Garner della commedia Fammi posto tesoro di Michael Gordon (in un ruolo previsto l'anno prima per Marilyn Monroe in Something's Got to Give, film di George Cukor che non fu mai completato), dal quale ebbe origine anche l'ennesimo successo musicale con il singolo Everybody Loves a Love. Nello stesso anno si propose ancora in coppia con Garner nel film Quel certo non so che di Norman Jewison, che ebbe un buon riscontro di critica e pubblico.
La popolarità della Day in quel periodo era tale che anche la creazione della celeberrima bambola Barbie da parte della Mattel, nel 1959, sembra che s'ispirasse proprio alla patinata immagine cinematografica dell'attrice connessa al suo partner del momento Rock Hudson.

### L'addio al cinema nel 1968 e il successo televisivo
Intorno alla metà degli anni sessanta Doris Day cominciò a diradare sensibilmente le sue apparizioni al cinema, soprattutto per la evidente difficoltà di mantenere inalterata la propria immagine di giovane virtuosa, ma mantenne la sua popolarità, tanto che almeno fino al 1966 rimase una delle attrici statunitensi in assoluto più pagate. Per tali ragioni nei suoi ultimi film venne spesso affiancata da attori più giovani e recitò con una certa dose di ironia, prendendosi gioco della propria immagine patinata, in Non disturbate (1965) di Ralph Levy, La mia spia di mezzanotte (1966) e Caprice la cenere che scotta (1967), questi ultimi diretti da Frank Tashlin. Nel 1967 ripropose un energico personaggio femminile tipo Calamity Jane in La donna del West di Andrew V. McLaglen, ove ebbe come partner Peter Graves. Nel suo penultimo film Che cosa hai fatto quando siamo rimasti al buio? (1968) di Hy Averback interpretò una famosa e matura attrice teatrale di Broadway con in cartellone una commedia di successo intitolata The Constant Virgin. Nel suo ultimo film C'è un uomo nel letto di mamma (1968) di Howard Morris, con Brian Keith, rinunciò del tutto a un'immagine sofisticata e, come nelle due pellicole precedenti, a lanciare la consueta e promozionale nuova canzone nei titoli di testa.
Sembra che nel 1965 abbia rifiutato il ruolo della protagonista nel film musicale Tutti insieme appassionatamente di Robert Wise, poi affidato a Julie Andrews, poiché si sentiva "troppo americana per impersonare una suora austriaca". L'anno precedente era stata proposta anche per il ruolo della protagonista nel film musicale Voglio essere amata in un letto d'ottone di Charles Walters, poi assegnato a Debbie Reynolds. Nonostante qualche modifica della propria immagine pubblica verso la fine della carriera, la Day non accettò mai di interpretare ruoli decisamente più moderni, in linea con la sua reale età e in sintonia con modelli cinematografici che allora stavano rapidamente evolvendo, rifiutando anche l'ambìto, e per l'epoca piuttosto scabroso, ruolo di Mrs. Robinson nel film Il laureato (1967), che riteneva assolutamente inadatto e che venne poi assegnato dal regista Mike Nichols alla più giovane Anne Bancroft.
Nel 1968 decise di ritirarsi dal grande schermo per passare subito alla fortunata serie televisiva prodotta dalla CBS The Doris Day Show, pensata appositamente per lei dal suo manager e terzo marito Martin Melcher (sposato nel 1951 e deceduto poco prima dell'inizio delle riprese) e che andò in onda fino al 1973, sia pure con diverse modifiche. Sempre abbastanza attiva nello show televisivo e nella incisione o riedizione di dischi, e avvicinatasi con determinazione all'associazionismo in difesa degli animali e dell'ambiente, oltre che membro da vario tempo del Cristianesimo scientista, nel 1969 l'attrice rischiò di perdere il suo unico figlio, Terry Melcher (nato nel 1942 dal primo matrimonio con Al Jorden e deceduto nel 2004), allora proprietario della residenza al 10050 Cielo Drive di Bel Air e reale obiettivo, secondo alcune fonti, dell'efferato eccidio nel quale l'attrice Sharon Tate e alcuni suoi amici vennero trucidati da Charles Manson. Dopo la morte di Melcher, che aveva fino ad allora guidato la carriera della moglie e, si dice, sottoscritto contratti cinematografici dal 1965 senza il suo preventivo assenso, la Day scoprì di essere stata truffata per anni e di avere perduto quasi tutti i suoi considerevoli guadagni, ma nel 1974 un tribunale stabilì che le fossero liquidati ben 22 milioni di dollari a titolo di risarcimento.

### Gli ultimi anni
Lasciato definitivamente il cinema nel 1968, dalla seconda metà degli anni settanta l'attrice si allontanò progressivamente anche dagli spettacoli televisivi. Dopo un quarto e ultimo matrimonio (1976-1981) con il più giovane Barry Comden, si stabilì in un ranch nei pressi di Carmel, in California, ove si dedicò con costante e riconosciuto impegno alla lotta per la protezione degli animali attraverso la fondazione Doris Day Animal League fondata nel 1987. Nel 1975 pubblicò il libro autobiografico Her Own Story. Sembra che nel 1984 la Day abbia rifiutato il ruolo di Jessica Fletcher nella serie televisiva La signora in giallo, poi affidato ad Angela Lansbury. Oltre a essere stata candidata nel 1960 al premio Oscar come migliore attrice protagonista per il film Il letto racconta e avere ottenuto il secondo posto ai Laurel Awards nel 1967 per La mia spia di mezzanotte (premio comunque assegnatole nella categoria principale anche negli anni compresi tra il 1958 e il 1964) la Day ottenne altri riconoscimenti prestigiosi, tra cui il Cecil B. DeMille Award nel 1989, il Lifetime Achievement Award nel 1991, il Presidential Medal of Freedom nel 2004 e il Grammy Award alla carriera nel 2006 e, sia pure in età molto avanzata, non disdegnò di apparire in occasioni pubbliche e in televisione. Nel 2011 pubblicò il suo ultimo album discografico, dal titolo My Heart. Nel 2015 venne diffusa la clamorosa notizia di un film, con la regia di Clint Eastwood, da girare nei pressi della sua tenuta californiana, con il quale sarebbe tornata a recitare dopo molti anni, ma il progetto non ebbe seguito.
Doris Day è morta all'età di 97 anni, per le conseguenze di una polmonite, il 13 maggio 2019.

## Nella cultura di massa
- È citata nella canzone Dig It dei Beatles, in Selbstportrait mit Kater degli Eistürzende Neubauten, e Wrap Her Up di Elton John è dedicata a lei.
- È citata nelle canzoni Look at me, I'm Sandra Dee, della colonna sonora del film Grease, Wake Me Up Before You Go-Go degli Wham! (1984) e Without Love del musical Hairspray.
- Sentimental Journey è il titolo del primo LP da solista di Ringo Starr, suo fan. Lo stesso la cita anche nella canzone La De Da dall'album Vertical Man del 1998.
- È interpretata da Diane Behrens nel film tv Rock Hudson (1990)
- Esiste un suo fan club chiamato Friends of Doris Day con sede a Oxford.
- Doris Day viene citata in Le Mans66 - La grande sfida come risposta ironica alla richiesta della Ford nel mettere al volante della sua auto da corsa qualcuno di più appetibile e bello da vedere invece del pilota protagonista interpretato dal magro Christian Bale: "metteteci Doris Day al volante, allora!"

## Filmografia
- Amore sotto coperta (Romance on the High Seas), regia di Michael Curtiz (1948)
- Musica per i tuoi sogni (My Dream Is Yours), regia di Michael Curtiz (1949)
- L'amore non può attendere (It's a Great Feeling), regia di David Butler (1949)
- Chimere (Young Man with a Horn), regia di Michael Curtiz (1950)
- Tè per due (Tea for Two), regia di David Butler (1950)
- The West Point Story, regia di Roy Del Ruth (1950)
- La setta dei tre K (Storm Warning), regia di Stuart Heisler (1951)
- La ninna nanna di Broadway (Lullaby of Broadway), regia di David Butler (1951)
- Vecchia America (On Moonlight Bay), regia di Roy Del Ruth (1951)
- I'll See You in My Dreams, regia di Michael Curtiz (1951)
- Starlift, regia di Roy Del Ruth (1951)
- The Winning Team, regia di Lewis Seiler (1952)
- Aprile a Parigi (April in Paris), regia di David Butler (1952)
- By the Light of the Silvery Moon, regia di David Butler (1953)
- So You Want a Television Set (1953)
- Non sparare, baciami! (Calamity Jane), regia di David Butler (1953)
- Un pizzico di fortuna (Lucky Me), regia di Jack Donohue (1954)
- Tu sei il mio destino (Young at Heart), regia di Gordon Douglas (1954)
- Amami o lasciami (Love Me or Leave Me), regia di Charles Vidor (1955)
- L'uomo che sapeva troppo (The Man Who Knew Too Much), regia di Alfred Hitchcock (1956)
- Salva la tua vita! (Julie), regia di Andrew L. Stone (1956)
- Il gioco del pigiama (The Pajama Game), regia di George Abbott e Stanley Donen (1957)
- 10 in amore (Teacher's Pet), regia di George Seaton (1958)
- Il tunnel dell'amore (The Tunnel of Love), regia di Gene Kelly (1958)
- Attenti alle vedove (It Happened to Jane), regia di Richard Quine (1959)
- Il letto racconta... (Pillow Talk), regia di Michael Gordon (1959)
- Non mangiate le margherite (Please Don't Eat the Daisies), regia di Charles Walters (1960)
- Merletto di mezzanotte (Midnight Lace), regia di David Miller (1960)
- Amore, ritorna! (Lover Come Back), regia di Delbert Mann (1961)
- La ragazza più bella del mondo (Billy Rose's Jumbo), regia di Charles Walters (1962)
- Il visone sulla pelle (That Touch of Mink), regia di Delbert Mann (1962)
- Quel certo non so che (The Thrill of It All), regia di Norman Jewison (1963)
- Fammi posto tesoro (Move Over, Darling), regia di Michael Gordon (1963)
- Non mandarmi fiori! (Send Me No Flowers), regia di Norman Jewison (1964)
- Non disturbate (Do Not Disturb), regia di Ralph Levy (1965)
- La mia spia di mezzanotte (The Glass Bottom Boat), regia di Frank Tashlin (1966)
- La donna del West (The Ballad of Josie), regia di Andrew V. McLaglen (1967)
- Caprice la cenere che scotta (Caprice), regia di Frank Tashlin (1967)
- Che cosa hai fatto quando siamo rimasti al buio? (Where Were You When the Lights Went Out?), regia di Hy Averback (1968)
- C'è un uomo nel letto di mamma (With Six You Get Eggroll), regia di Howard Morris (1968)
- The Governor & J.J. - episodio A Day in the Life (1970) (voce)
- The Doris Day Show – serie TV (1968-1973)

## Riconoscimenti
- Premio Oscar
  - 1960 – Candidatura alla miglior attrice protagonista per Il letto racconta...

- Golden Globe
  - 1955 – Candidatura all'Henrietta Award alla miglior attrice del mondo
  - 1958 – Henrietta Award alla miglior attrice del mondo
  - 1959 – Candidatura alla migliore attrice in un film commedia o musicale per Il tunnel dell'amore
  - 1960 – Henrietta Award alla miglior attrice del mondo
  - 1960 – Candidatura alla migliore attrice in un film commedia o musicale per Il letto racconta...
  - 1961 – Candidatura alla migliore attrice in un film drammatico per Merletto di mezzanotte
  - 1963 – Henrietta Award alla miglior attrice del mondo
  - 1963 – Candidatura alla migliore attrice in un film commedia o musicale per La ragazza più bella del mondo
  - 1964 – Candidatura alla migliore attrice in un film commedia o musicale per Fammi posto tesoro
  - 1966 – Candidatura all'Henrietta Award alla miglior attrice del mondo
  - 1969 – Candidatura alla migliore star televisiva femminile per Doris Day Show
  - 1989 – Premio Cecil B. deMille alla carriera

- Grammy Award
  - 2008 – Premio alla carriera

- Laurel Awards
  - 1958 – Migliore star femminile
  - 1959 – Migliore star femminile
  - 1959 – Candidatura alla miglior interpretazione femminile in una commedia per Il tunnel dell'amore
  - 1960 – Migliore star femminile
  - 1960 – Miglior interpretazione femminile in una commedia per Il letto racconta...
  - 1961 – Migliore star femminile
  - 1961 – Candidatura alla miglior interpretazione femminile in un film drammatico per Merletto di mezzanotte
  - 1962 – Migliore star femminile
  - 1962 – Miglior interpretazione femminile in una commedia per Amore, ritorna!
  - 1963 – Migliore star femminile
  - 1963 – Miglior interpretazione femminile in una commedia per Il visone sulla pelle
  - 1964 – Migliore star femminile
  - 1965 – Miglior interpretazione femminile in una commedia per Non mandarmi fiori!
  - 1965 – Candidatura alla migliore star femminile
  - 1966 – Candidatura alla migliore star femminile
  - 1967 – Candidatura alla migliore star femminile
  - 1967 – Candidatura alla miglior interpretazione femminile in una commedia per La mia spia di mezzanotte
  - 1968 – Candidatura alla migliore star femminile
  - 1968 – Candidatura alla miglior interpretazione femminile in una commedia per Che cosa hai fatto quando siamo rimasti al buio?
  - 1970 – Candidatura alla miglior interpretazione femminile in una commedia per C'è un uomo nel letto di mamma

- Bambi
  - 1960 – Candidatura alla miglior attrice internazionale per Il letto racconta...
  - 1961 – Candidatura alla miglior attrice internazionale per Merletto di mezzanotte
  - 1962 – Candidatura alla miglior attrice internazionale per Il visone sulla pelle
  - 1964 – Candidatura alla miglior attrice internazionale per Fammi posto tesoro

- Bravo Otto
  - 1965 – Candidatura alla miglior attrice

- American Comedy Awards
  - 1991 – Premio alla carriera

- Los Angeles Film Critics Association
  - 2011 – Premio alla carriera

## Doppiatrici italiane
- Rosetta Calavetta in: Amore sotto coperta (dialoghi), Musica per i tuoi sogni, L'amore non può attendere, Chimere, Tè per due, La ninna nanna di Broadway (dialoghi), Vecchia America, Aprile a Parigi, Non sparare, baciami!, Un pizzico di fortuna, Tu sei il mio destino, Il giuoco del pigiama, Attenti alle vedove, Il letto racconta..., Merletto di mezzanotte, Amore, ritorna!, Il visone sulla pelle, Quel certo non so che, Non mandarmi fiori!, La donna del West
- Dhia Cristiani in: Amami o lasciami, Salva la tua vita, Non mangiate le margherite, La mia spia di mezzanotte, Che cosa hai fatto quando siamo rimasti al buio?
- Maria Pia Di Meo in: Tu sei il mio destino (ridoppiaggio), Fammi posto tesoro, Non disturbate
- Lydia Simoneschi in: L'uomo che sapeva troppo, 10 in amore
- Rina Morelli in: La setta dei tre K
- Flo Sandon's in: La ninna nanna di Broadway (canto)
- Gabriella Genta in: La ragazza più bella del mondo
- Rita Savagnone in: Caprice - La cenere che scotta
- Cristina Grado in: Doris Day Show (1ª voce)
- Alina Moradei in: Doris Day Show (2ª voce)

## Discografia (parziale)

### Album in studio
- 1949 – You're My Thrill
- 1950 – Young Man with a Horn
- 1950 – Tea for Two
- 1951 – Lullaby of Broadway
- 1951 – On Moonlight Bay
- 1951 – I'll See You in My Dreams
- 1953 – By the Light of the Silvery Moon
- 1953 – Calamity Jane
- 1954 – Young at Heart
- 1955 – Love Me or Leave Me
- 1955 – Day Dreams
- 1956 – Day by Day
- 1957 – The Pajama Game
- 1957 – Day by Night
- 1958 – Hooray for Hollywood
- 1959 – Cuttin' Capers
- 1960 – What Every Girl Should Know
- 1960 – Show Time
- 1961 – Bright and Shiny
- 1961 – I Have Dreamed
- 1962 – Duet
- 1962 – You'll Never Walk Alone
- 1962 – Billy Rose's Jumbo
- 1963 – Annie Get Your Gun
- 1963 – Love Him
- 1964 – The Doris Day Christmas Album
- 1964 – With a Smile and a Song
- 1965 – Latin for Lovers
- 1965 – Doris Day's Sentimental Journey
- 1994 – The Love Album
- 2011 – My Heart